# Dättlikon
Dättlikon je obec v okrese Winterthur v kantonu Curych ve Švýcarsku. Žije zde 783 obyvatel.

## Geografie
Dättlikon je nejzápadnější obcí okresu Winterthur a leží na jižním svahu masivu Irchel. Díky mírnému klimatu, dlouhému slunečnímu svitu a klidné poloze je Dättlikon atraktivním místem pro život. K obci patří také nové čtvrti Böckli, Deller a Blumetshalde na Tössu, které vznikly po melioraci v 70. letech 20. století.
Sousedními obcemi jsou Buch am Irchel, Embrach, Freienstein-Teufen, Neftenbach a Pfungen.

## Historie

Letecký pohled (1953)

Osada vznikla ze tří středověkých lén Meierhof, Kelnhof a Hinterhof. Blumetshalden vznikl z viniční usedlosti Wanbrechtshalden kláštera Töss. První zmínka pochází z roku 1241. Ve vrcholném středověku byli baroni z Wartu dvorskými a zemskými pány a drželi církevní kolaturu. Ta připadla v roce 1318 klášteru Töss, který ji v roce 1344 připojil ke kostelu. Po reformaci v roce 1525 spravoval pozemky a jurisdikci curyšský fojt z Tössu. Vrchnostenská jurisdikce přešla v roce 1264 s hrabstvím Kyburg na Habsburky a v roce 1452 na Curych. Otevření v letech 1454 a 1494, vyjasnění pachtovního práva v pozdním středověku a opakované určení sběru po roce 1565 charakterizují etapy vzniku obce. Vedle pěstování obilí a chovu dobytka se zde provozovalo především vinařství na polonájemním základě. Nárůst počtu obyvatel a rozdrobení dědičných podílů vedly od poloviny 16. století ke zchudnutí. Patricijské vinice patřící rodinám Lavater, von Schännis, Lochmann, Schinz a Meyer vznikly díky investicím kapitálu z města Curychu. Meliorace dokončená v roce 1976 vedla ke koncentraci zemědělských podniků a vinic a po roce 1970 vznikly nové obytné čtvrti.

## Obyvatelstvo

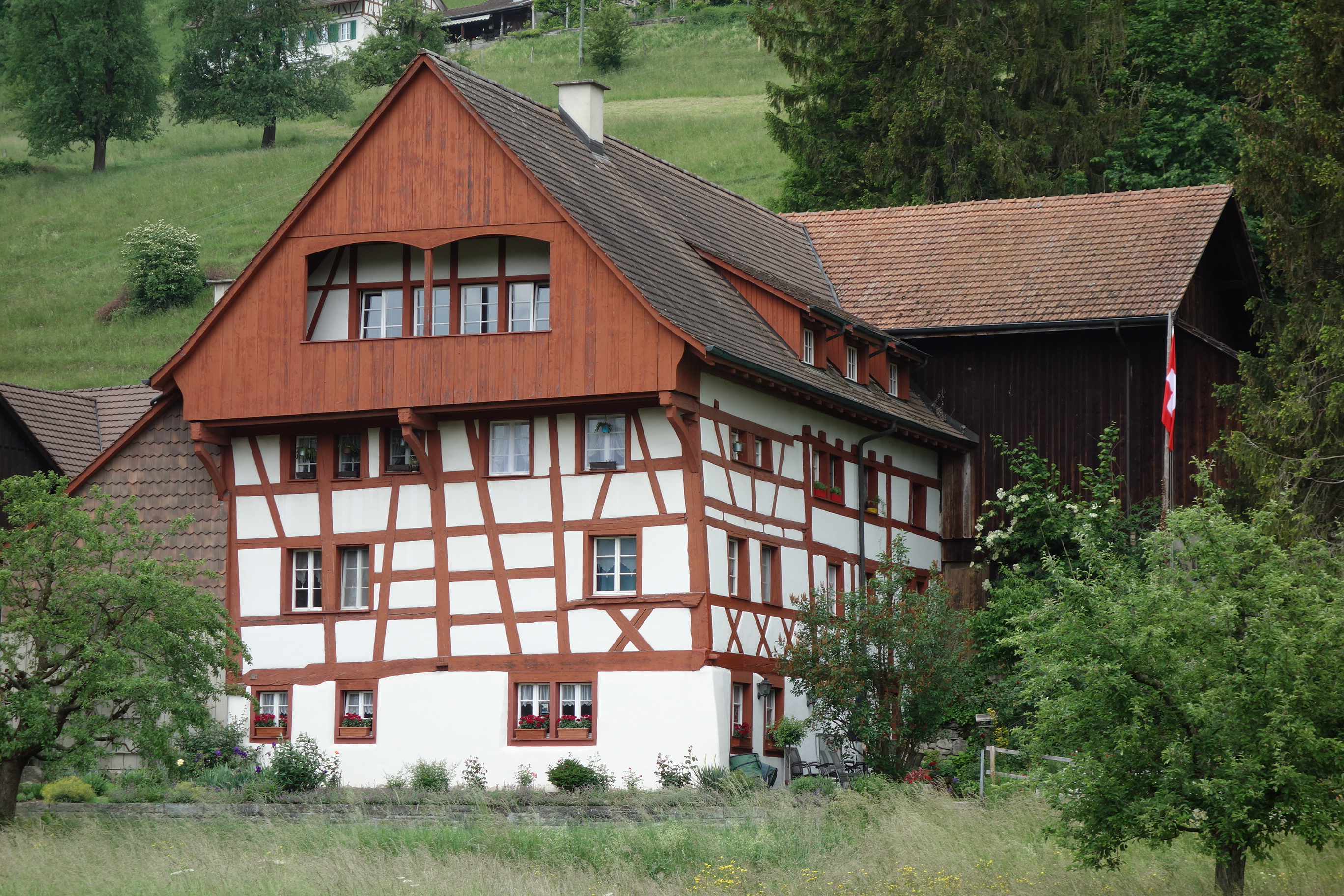
Tradiční architektura v obci

| Rok            | 1634 | 1850 | 1900 | 1950 | 2000 | 2005 | 2010 | 2015 | 2020 | 2022 |
| Počet obyvatel | 156  | 396  | 354  | 361  | 536  | 572  | 746  | 745  | 799  | 829  |

## Doprava
Bývalá tranzitní silnice do Freiensteinu je uzavřena pro motorovou dopravu, a proto je obec oblíbenou rekreační oblastí pro cyklisty a pěší turisty v oblasti Winterthuru. Dättlikon je také výchozím bodem pro výstup na Irchel. Autem se do centra Winterthuru lze dostat za 15 minut nebo na letiště v Curychu za 20 minut.
Poštovní autobusová linka obsluhuje obec v pravidelných intervalech. Z nádraží Pfungen je možné využít vlakovou linku S41 Winterthur–Bülach, která napojení na curyšský S-Bahn.